# Frieda Robscheit-Robbins
Frieda Robscheit-Robbins (ur. 8 czerwca 1888, zm. 18 grudnia 1973 w Tucson) – amerykańska patolożka niemieckiego pochodzenia, współpracująca z George’em Hoytem Whipple’em przy badaniu nad wykorzystaniem tkanki wątroby w leczeniu niedokrwistości złośliwej. Jest współautorką 21 artykułów powstałych w latach 1925–1930. W roku 1934 za swoją pracę Whipple otrzymał Nagrodę Nobla, przy czym Robscheit-Robbins nie została uhonorowana nagrodą za ich wspólne osiągnięcia (Whipple podzielił się z nią nagrodą pieniężną). Gdyby Robscheit-Robbins została laureatką Nagrody Nobla wraz z Whipple’em, wówczas byłaby drugą kobietą po Marii Curie-Skłodowskiej, która zdobyła tę prestiżową międzynarodową nagrodę, oraz pierwszą wyróżnioną w ten sposób Amerykanką.
W 2002 roku w magazynie Discover w artykule zatytułowanym The 50 Most Important Women in Science („50 najważniejszych kobiet w nauce”) napisano, że osiągnięcia Robscheit-Robbins zasługują na większe uznanie.

## Młodość i edukacja
Urodziła się w Niemczech, lecz wyjechała w dzieciństwie do Stanów Zjednoczonych. Uzyskała tytuł licencjata na Uniwersytecie Chicagowskim, tytuł magistra na Uniwersytecie Kalifornijskim oraz stopień doktora na Uniwersytecie w Rochester.

## Badania naukowe
Whipple i Robscheit-Robbins stworzyli zwierzęcy model niedokrwistości. Odkryli, że gdy psy tracą dużo krwi, wykazują objawy podobne do anemii. Po ustanowieniu tego modelu eksperymentalnego mogli przetestować terapie eksperymentalne. Testowali diety oparte na różnych narządach: śledzionie, płucach, wątrobie, jelitach itp. Stwierdzili, że psy karmione dietą wątrobową szybko odzyskały zdrowie, co sugeruje, że niedokrwistość wiąże się z nieprawidłowo funkcjonującymi wątrobami.
Wstępne badania przeprowadzono na początku lat dwudziestych w George William Hooper Foundation, na Uniwersytecie Kalifornijskim, gdzie morele okazały się cenne w leczeniu anemii u psów. Ten wynik był tak zaskakujący dla badaczy, że nie został on opublikowany. Jednak prace kontynuowano na Uniwersytecie w Rochester od 1922 roku, gdzie badacze porównali skuteczność różnych substancji w leczeniu anemii.
Robscheit-Robbins rozpoczęła współpracę z Whipple’em w 1917 roku i była jego partnerką badawczą przez 18 lat. W ciągu swojej współpracy z Whipple’em w latach 1917–1955 napisała ponad 100 artykułów na temat swoich wyników badań oraz wiele rozdziałów podręczników medycznych na temat anemii. Była pierwszą autorką najważniejszego artykułu Whipple’a, a pierwszym autorem jest zwykle ta osoba, która jest przede wszystkim odpowiedzialna za działania, na których opiera się cała praca badawcza. Spośród 23 artykułów, które Whipple zacytował w swoim przemówieniu noblowskim, Robscheit-Robbins był współautorką dziesięciu z nich.
W 1951 roku Robscheit-Robbins została wybrana prezeską American Society for Experimental Pathology, będąc pierwszą kobietą na tym stanowisku.

## Życie osobiste
Robscheit-Robbins była mężatką, zmarła w grudniu 1973 roku w Tucson.

## Wybrane publikacje
- Hooper, C.W., Robscheit, F.S. and Whipple, G.S. (1920). Blood Regeneration Following Simple Anemia I–V. American Journal of Physiology. 1920, 151-263.